# Marian Czakański
Marian Ryszard Czakański (ur. 1 października 1946 w Siemianowicach Śląskich) – polski ekonomista i menedżer, w 2004 minister zdrowia w drugim rządzie Marka Belki.

## Życiorys
Ukończył w 1969 studia na Wydziale Finansów i Statystyki Szkoły Głównej Planowania i Statystyki w Warszawie. W 1975 obronił doktorat z ekonomii na Politechnice Warszawskiej, pracował na tej uczelni jako nauczyciel akademicki.
Od 1970 był zatrudniony w administracji publicznej. Do początku lat 90. zajmował m.in. kierownicze stanowiska w Ministerstwie Współpracy Gospodarczej z Zagranicą i Urzędzie Rady Ministrów. W latach 1989–1992 pełnił funkcję radcy Ambasady RP w Kanadzie.
Od 1992 pracował w zarządzie Banku Pekao S.A., w latach 1995–1998 jako jego wiceprezes. W 1998 został prezesem zarządu Powszechnego Towarzystwa Emerytalnego Nationale-Nederlanden, w czerwcu 2000 prezesem zarządu Banku Śląskiego S.A. Zasiadał też w licznych radach nadzorczych, m.in. w Polskiego Koncernu Naftowego Orlen S.A.
11 czerwca 2004 został mianowany ministrem zdrowia w rządzie Marka Belki. Złożył rezygnację już w lipcu tego samego roku po serii krytycznych wypowiedzi w trakcie sejmowej debaty na temat służby zdrowia. 15 lipca 2004 został zastąpiony przez Marka Balickiego.
Po dymisji powrócił do ING Banku Śląskiego S.A., był m.in. doradcą prezesa zarządu.
W 2004 odznaczony Krzyżem Kawalerskim Orderu Odrodzenia Polski.